# Дах (река)
Дах (рус. Дах) малена је планинска река на југу европског дела Руске Федерације. Протиче преко јужних делова Краснодарске покрајине и Републике Адигеје, односно преко припадајућих им Мостовског и Мајкопског рејона. Десна је притока реке Белаје у коју се улива на њеном 175 km узводно од ушћа. Део је басена реке Кубањ и Азовског мора.
Укупна дужина водотока је 23 km, док је површина сливног подручја око 389 km². Најважније притоке су Сахрај (31 km) и Шушук (12 km).
Протиче кроз села Уст Сахрај и Даховскаја. 